# 塞海姆小组
塞海姆小组（德語：Seeheimer Kreis）是德国社会民主党内的一个官方组织，建立于1974年9月，创始人为前社民党总统候选人格西娜·施万，名字来源于长期的会面地点黑森州塞海姆-尤根海姆。该小组自认为“非教条、实事求是”，采取温和的自由主义经济学观点。现任社民党总书记拉尔斯·克林拜尔为该小组成员。